# The Road to Graduation Final ~Sakura Gakuin 2012 Nendo Sotsugyo~
The Road to Graduation Final ~Sakura Gakuin 2012 Nendo Sotsugyo~ (The Road to 
Graduation Final ～さくら学院2012年度 卒業～) é segundo álbum de vídeo ao vivo lançado pelo grupo idol Japonês Sakura Gakuin. O álbum foi gravado dia 31 de março de 2013 no Fórum Internacional de Tóquio, no concerto anual de graduação, onde Suzuka Nakamoto e Mariri Sugimoto deixaram o grupo.

## Faixas
1. "Mezase! Super Lady" (目指せ！スーパーレディー)
2. "Planet Episode 008"
3. "Verishuvi" (ベリシュビッッ)
4. "Suimin Fusoku" (スイミン不足) / Clube de Volta para Casa sleepiece
5. "Miracle♪Pattyful♪Hamburguer" (ミラクル♪パティフル♪ハンバーガー) / Clube Culinária Minipati
6. "Science Girl▽Silence Boy" (サイエンスガール▽サイレンスボーイ) / Clube de Ciências Kagaku Kyumei Kiko Logica?
7. "Delta" (デルタ) / Clube de Ciências Kagaku Kyumei Kiko Logica?
8. "Head Bangya!!" (ヘドバンギャー！！) / Clube de Música Pesada Babymetal
9. "Scoreboard ni Love ga Aru" (スコアボードにラブがある) / Clube de Tênis Pastel Wind
10. "Sakurairo no Avenue" (桜色のアベニュー) / Suzuka Nakamoto
11. "Wonderful Journey"
12. "Sleep Wonder" (スリープワンダー)
13. "School days"
14. "FRIENDS"
15. "Yume ni Mukkate" (夢に向かって)
Cerimônia de graduação
-ENCORE-
16. "Tabidachi no Hi ni ~J-MIX~" (旅立ちの日に ～J-MIX～)
17. "My Graduation Toss"

## Desempenho nas paradas musicais
| Tabela                          | Melhor posição |
| ------------------------------- | -------------- |
| Japão (Oricon Weekly DVD Chart) | 31             |